# Acaulopage trachyspora
Acaulopage trachyspora är en svampart som beskrevs av Drechsler 1961. Acaulopage trachyspora ingår i släktet Acaulopage och familjen Zoopagaceae.   Inga underarter finns listade i Catalogue of Life.